# Burmayuhina
Burmayuhina (Yuhina humilis) är en fågel i familjen glasögonfåglar inom ordningen tättingar.

## Utseende och läte
Burmayuhina är en typisk yuhina med en kroppslängd på 12–12,5 cm. Den är mellanbrun på huvudet, men mörkare på tygel och mustaschstreck, med gråbrun nacke. Ovansidan av vingen och stjärten är varmbrun. Undersidan är vitaktig med smala mörka spolstreck från haka till bröst. Den skiljer sig från liknande mustaschyuhinan genom den grå nacken, brunare på hjässa och örontäckare samt den svaga streckningen på haka och strupe.
Från flockar hörs "chuck" och tjippande läten.

## Utbredning och systematik
Burmayuhinan delas in i två underarter med följane utbredning:
- Yuhina humilis clarki – sydöstra Myanmar och västra Thailand
- Yuhina humilis humilis – östra Myanmar

Tidigare har den behandlats som en del av mustaschyuhinan (Yuhina flavicollis).

## Levnadssätt
Burmayuhinan hittas i städsegrön lövskog, tallskog och ekskog på mellan 1075 och 2275 meters höjd. Den ses vanligen i par eller smågrupper, på jakt efter frukt, nektar och insekter. Arten häckar i april i Myanmar och i februari i Thailand. Ett beskrivet bo bestod av en mossklump med en sidoingång, fastsydd på en kvist.

## Status och hot
Arten har ett relativt stort utbredningsområde, men tros minska i antal, dock inte tillräckligt kraftigt för att den ska betraktas som hotad. Internationella naturvårdsunionen IUCN listar därför arten som livskraftig (LC). Den beskrivs som ovanlig i merparten av dess begränsade utbredningsområde.